# Bep van Klaveren
Bep van Klaveren (Róterdam, 26 de septiembre de 1907-ibídem, 12 de febrero de 1992) fue un boxeador neerlandés. 
Campeón de peso pluma olímpico en los Juegos de Ámsterdam en 1928 después de ganar en la final contra el boxeador argentino Víctor Peralta, se hizo profesional al año siguiente y ganó los títulos de la liga neerlandesa y el campeón europeo de la Unión Europea de Boxeo en las categorías peso ligero y peso mediano.

## Palmarés
- Ganó la medalla de oro en los Juegos Olímpicos de Ámsterdam 1928 en peso pluma:
  - Derrotó a Juan Muñoz (España) puntos
  - Derrotó a Frederick Perry (Gran Bretaña) puntos
  - Derrotó a Harry Devine (Estados Unidos) puntos
  - Derrotó a Víctor Peralta (Argentina) puntos

## Galleri

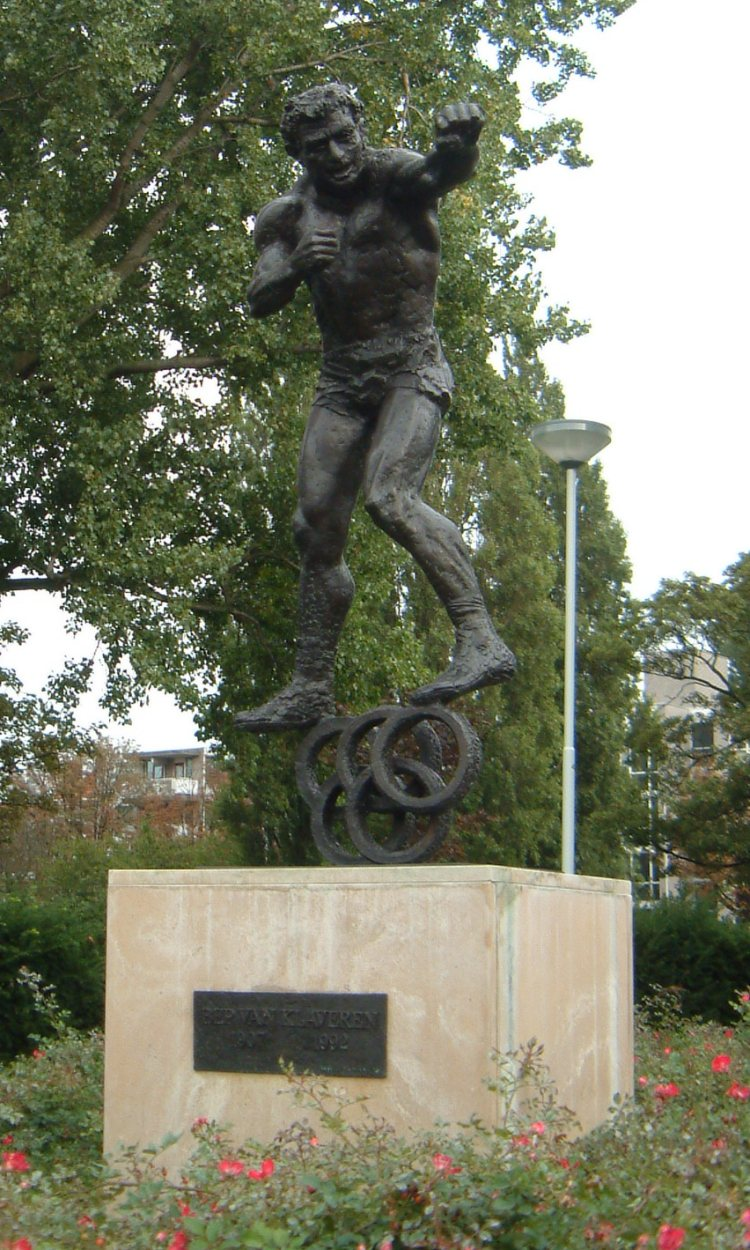
Bep van Klaveren  Rotterdam.
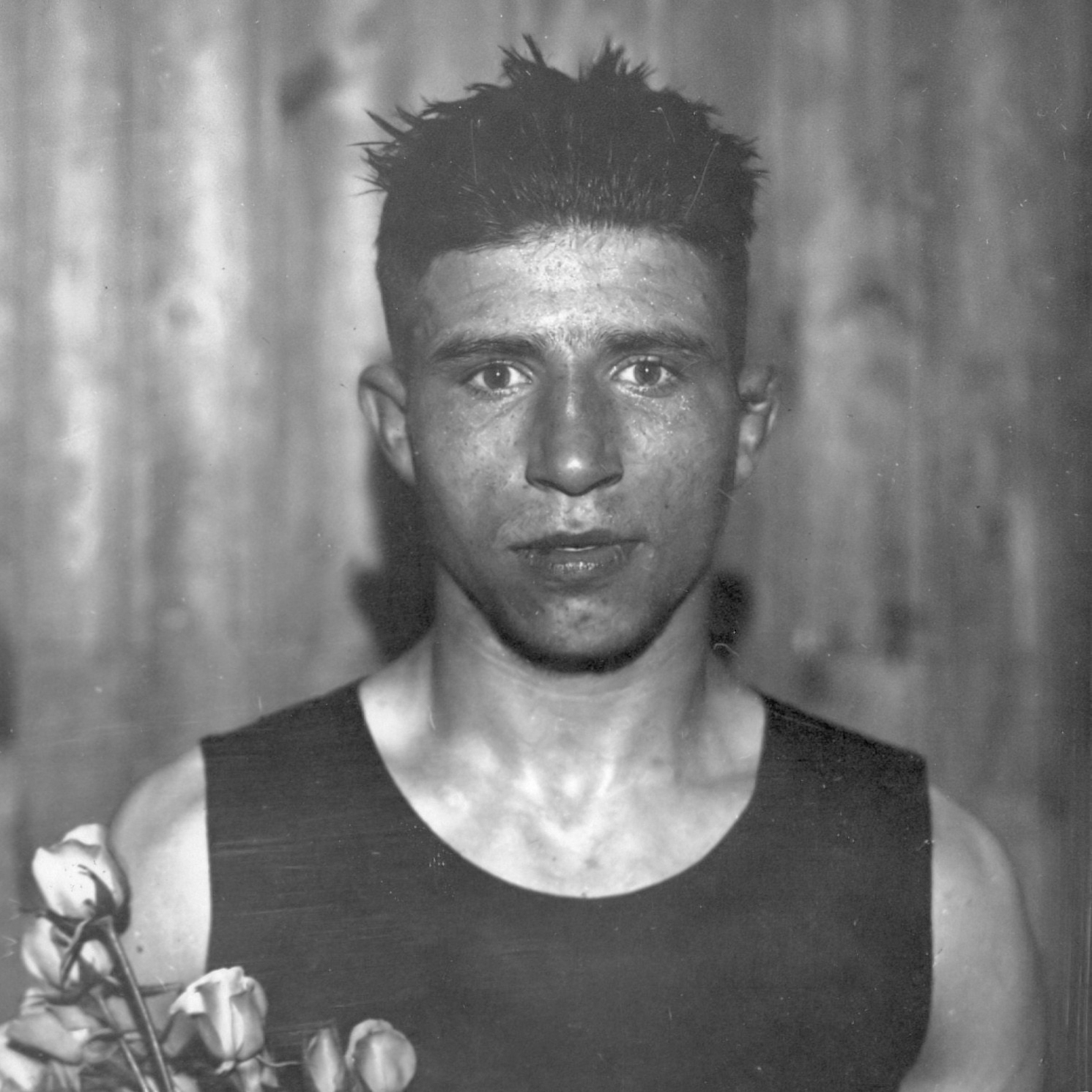
Bep van Klaveren 1928.
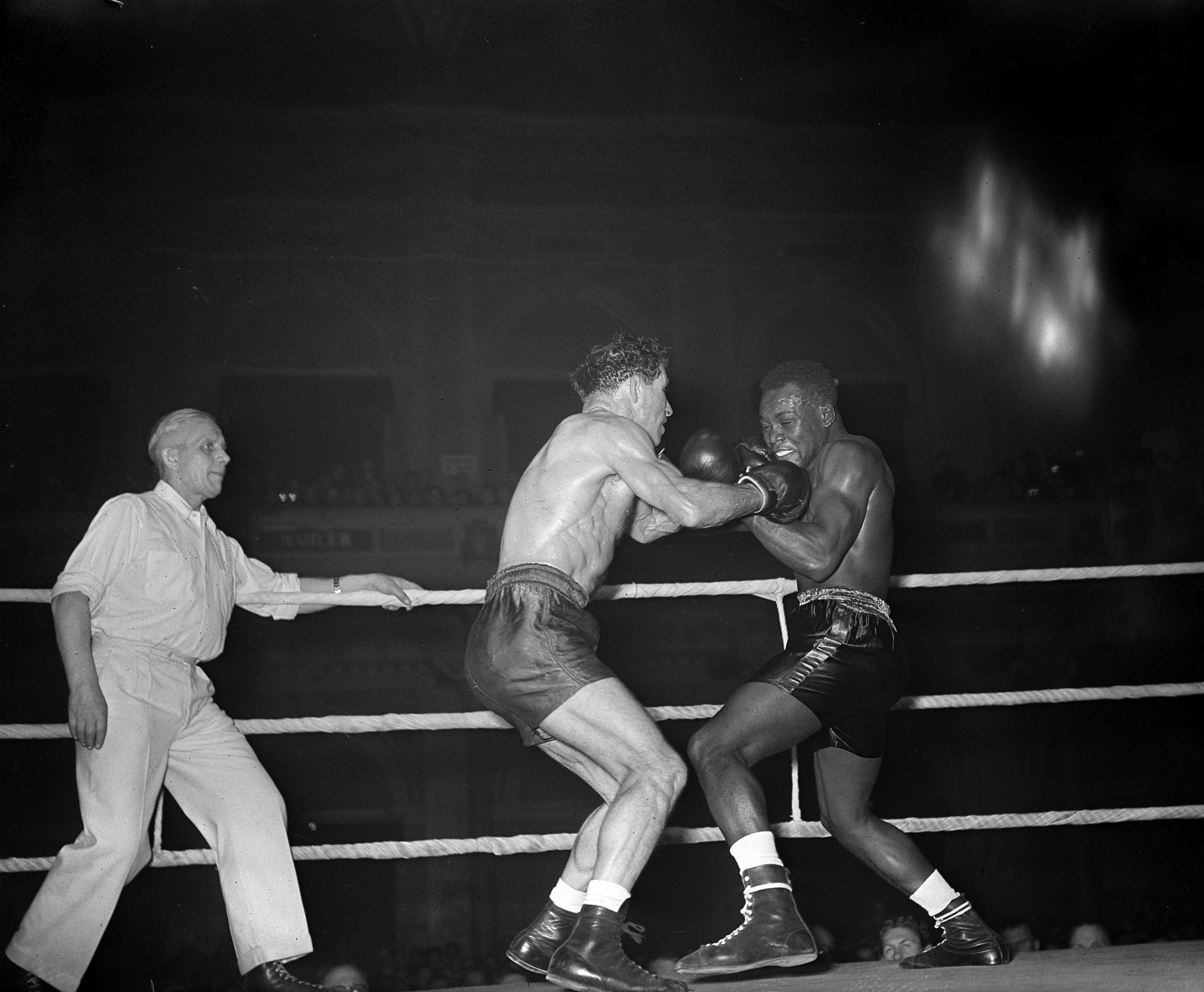
Bep van Klaveren - Kid Pompeij i Amsterdam 15 feb 1954.
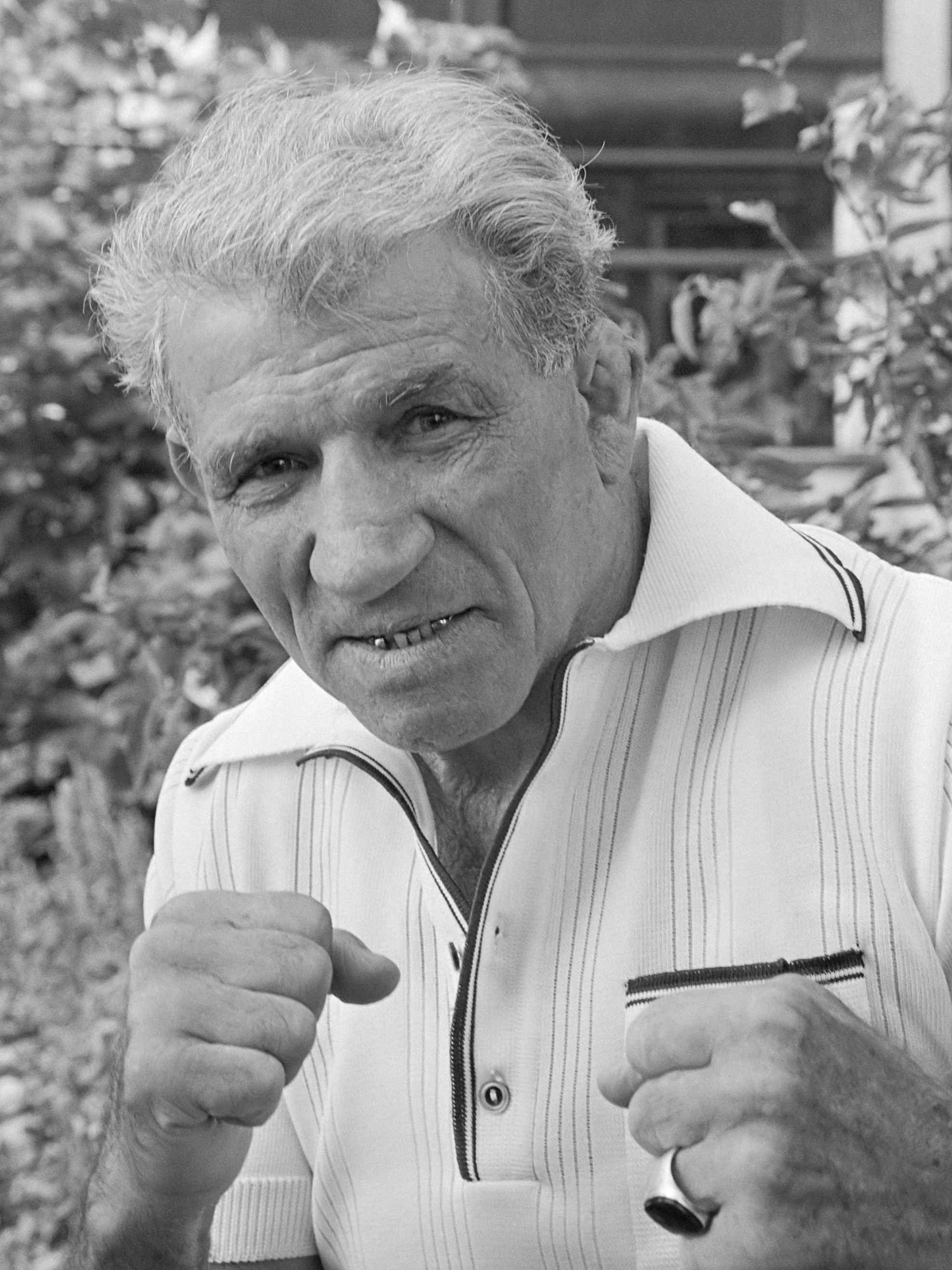
Bep van Klaveren 1982.